# Пруське (Польща)
Пруське (пол. Pruskie) — село в Польщі, у гміні Осе Свецького повіту Куявсько-Поморського воєводства.
Населення — 158 осіб (2011).
У 1975—1998 роках село належало до Бидгощського воєводства.

## Демографія
Демографічна структура станом на 31 березня 2011 року:
|          | Загалом | Допрацездатний вік | Працездатний вік | Постпрацездатний вік |
| -------- | ------- | ------------------ | ---------------- | -------------------- |
| Чоловіки | 76      | 19                 | 50               | 7                    |
| Жінки    | 82      | 18                 | 48               | 16                   |
| Разом    | 158     | 37                 | 98               | 23                   |